# Епархия Флавиады
Епархия Флавиады (лат. Dioecesis Flaviensis) — титулярная епархия Римско-Католической церкви.

## История
Античный город Флавиада, руины которого сегодня располагаются на территории города Козан в Турции, находился в провинции Cilicia Seconda Восточного диоцеза. В первые века христианства Флавиада была центром одноимённой епархии, которая входила в митрополию Аназарба Антиохийского патриархата.
С 1723 года епархия Флавиады является титулярной епархией Римско-Католической церкви.

## Ординарии епархии
- епископ Александр (упоминается в 223 году);
- епископ Никет (упоминается в 325 году);
- епископ Иоанн (упоминается в 451 году);
- епископ Андрей (упоминается в 550 году);
- епископ Георгий (упоминается в 692 году);
- епископ Евстракий (? — 969) — выбран антиохийским патриархом.

## Титулярные епископы
- епископ Johann Friedrich Adolf von Hörde zu Schönholthausen (15.03.1723 — 3.08.1761);
- епископ Gabriele Maria Gravina OSB[1] (26.09.1791 — 23.09.1816) — назначен епископом Катании;
- епископ Jan Jerzy Wilkxycki (28.07.1817 — 15.05.1831);
- епископ Epifanio Maria Turrisi (17.09.1838 — ?);
- епископ Эдмунд Найт (28.05.1895 — 9.06.1905);
- епископ Johannes Trepnau (3.10.1905 — 16.06.1906);
- епископ Juan Ignacio González Eyzaguirre (18.04.1907 — 8.08.1908) — назначен архиепископом Сантьяго-де-Чили;
- епископ Giuseppe Foschiani (24.10.1908 — 2.07.1910) — назначен епископом Беллуно-Фельтре;
- епископ Joseph Chartrand (27.07.1910 — 25.09.1918) — назначен епископом Индианаполиса;
- епископ John Gregory Murray (15.11.1919 — 29.05.1925) — назначен епископом Портленда;
- епископ Francisco Miguel Irazola y Galarza OFM (14.07.1925 — 12.07.1945);
- епископ Ramón José Castellano (24.11.1945 — 26.03.1958) — назначен архиепископом Кордобы;
- епископ Marijan Oblak (30.04.1958 — 20.08.1969) — назначен архиепископом Задара;
  - вакансия.

## Источник
- Annuario Pontificio, Libreria Editrice Vaticana, Città del Vaticano, 2003, стр. 820, ISBN 88-209-7422-3
- Pius Bonifacius Gams, Series episcoporum Ecclesiae Catholicae, Leipzig 1931, стр. 436  (лат.)
- Michel Lequien, Oriens christianus in quatuor Patriarchatus digestus, Parigi 1740, Tomo II, coll. 899—902  (лат.)